# Lüftelberger Dachziegel

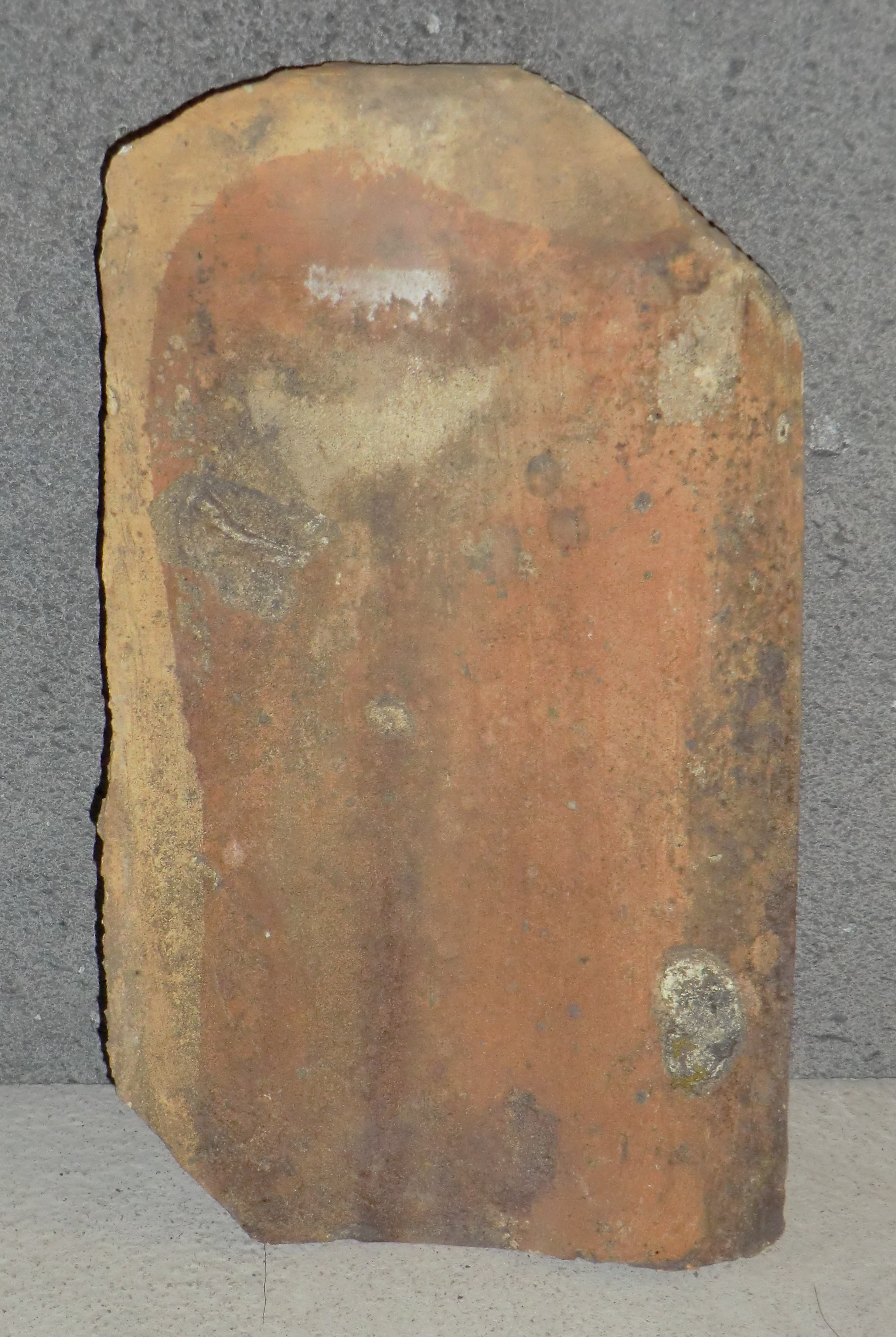
Hohlziegel („Schottelpännche“), gebrannt um 1830

Lüftelberger Dachziegel („Berjer Panne“) ist die Bezeichnung für die über mehrere Jahrhunderte in Lüftelberg (heute Stadtteil von Meckenheim (Rheinland)) aus Ton gebrannten Dachziegel.

## Anfänge der Dachziegelproduktion
Die oberflächennahen und damit im Tagebau relativ leicht abbaubaren Tonvorkommen in geeigneter Qualität als Rohstoff und das Holz aus dem nahegelegenen Kottenforst für den Brennvorgang waren seit jeher die Basis der Tonverarbeitung in Lüftelberg. Die meisten Tongruben befanden sich am südlichen Ortsausgang in der Flur Ober dem Rosenacker, etwa 400 bis 600 m vom Ortszentrum entfernt. Schon früh diente der Ton zur Herstellung von Haushaltskeramik. Im Zeitalter der industriellen Massenproduktion rechnete sich die bis dahin von Hand betriebene Produktion solcher Erzeugnisse nicht mehr.
Die ersten derzeit bekannten schriftlichen Hinweise auf eine Dachziegelproduktion in Lüftelberg stammen aus dem Jahr 1730. Damals ließ Johann Chrysanth Rheinbach, Vogt der Grafschaft Neuenahr, sein neu erworbenes Gut im Ringener Wald (zwischen Holzweiler und Marienthal), den sogenannten, heute nicht mehr existierenden Hambachshof, reparieren. Dazu kaufte er „3000 panne von Loftelberg“.

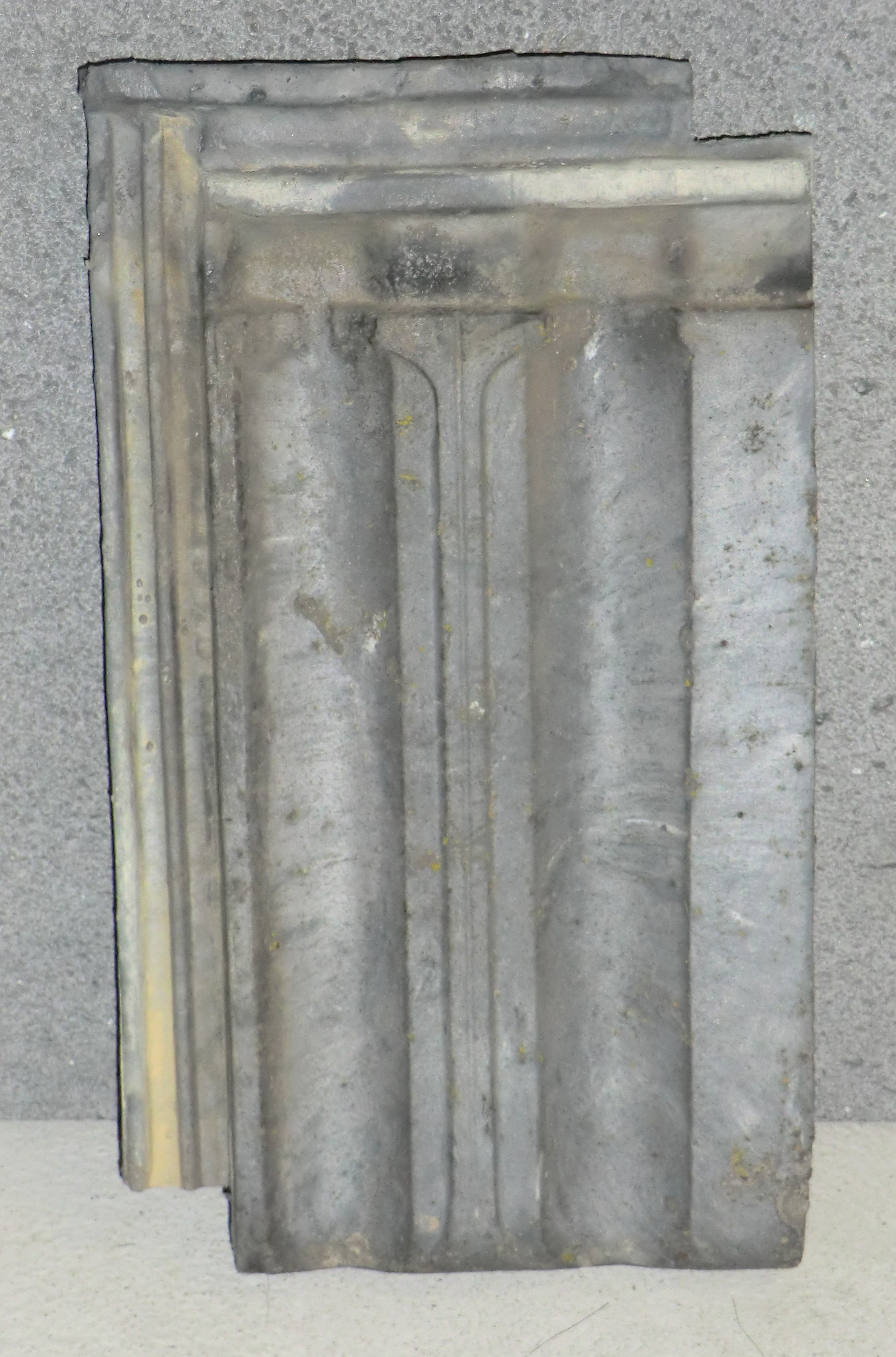
Doppelmuldenfalzziegel, silbergrau gedämpft, gebrannt um 1890

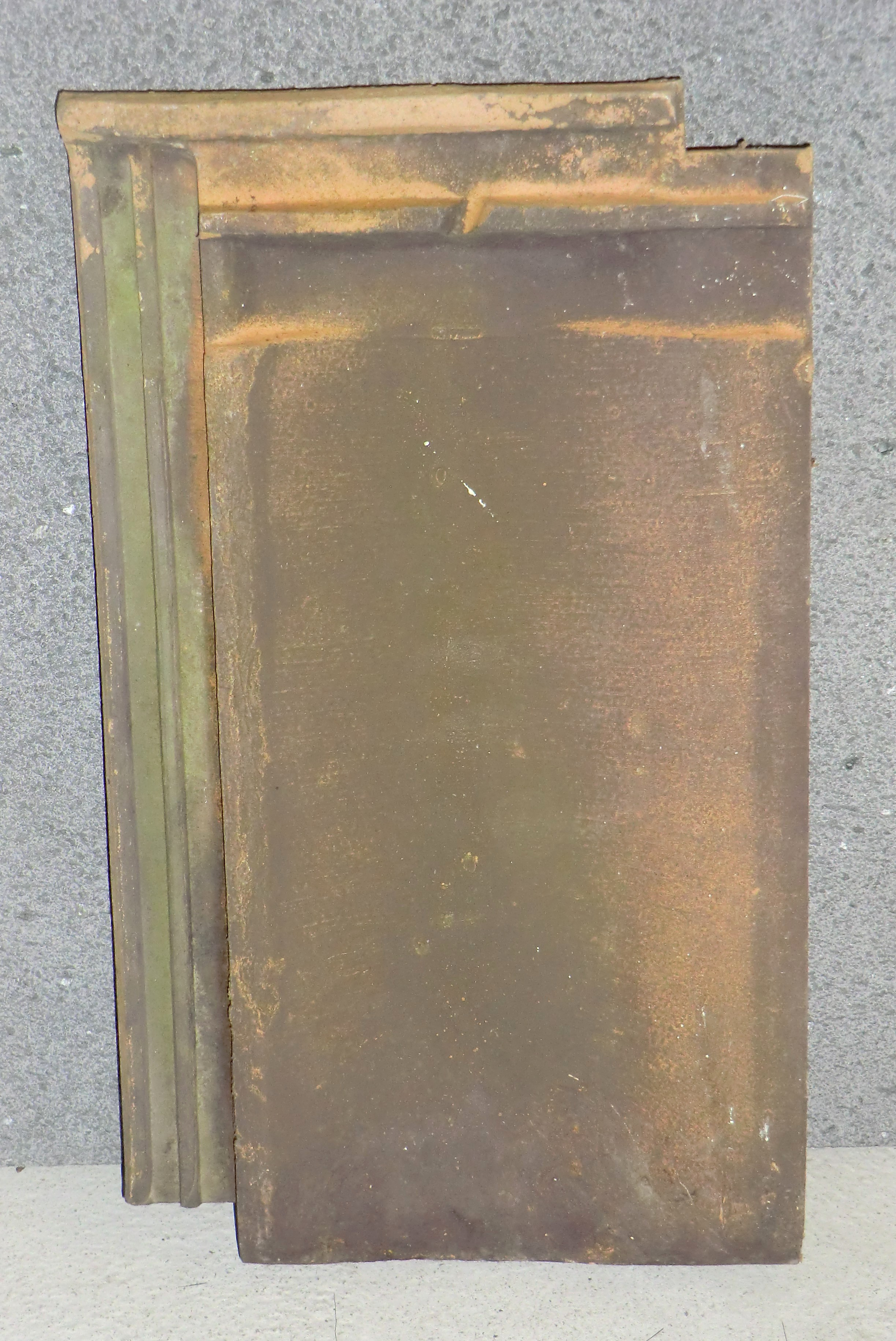
Rheinlandziegel, schwarz engobiert, gebrannt um 1950

Tatsächlich hat die Dachziegelherstellung in Lüftelberg mindestens 100 Jahre früher begonnen, wie sich in den Bürgerstatuten von 1640 nachlesen lässt. Mit der Zielsetzung, verheerende Feuersbrünste zu vermeiden, wurde für die Unterherrschaft Meckenheim die hoheitliche Anordnung erlassen, Dächer entweder mit Schiefer oder Dachziegel einzudecken und nicht mehr wie bisher mit Stroh: „…mit Leien oder erdenen gebackenen Pannen“ … (Lei = Schiefer). Zu diesem Zeitpunkt war also der aus Ton gebrannte Dachziegel bereits verbreitet und hatte sich vor allem im Hinblick auf häufig ganze Dörfer vernichtende Feuer als Alternative zur bis dahin üblichen Stroheindeckung der Häuser, Scheunen und Stallungen bewährt. Für die benachbarte Grafschaft wurde im Jahr 1757 eine ähnliche Anordnung erlassen. Für die überwiegend aus der traditionellen Töpferei kommenden Familienbetriebe boten sich aufgrund solcher Vorgaben zusätzliche Einkunftsmöglichkeiten.
Den Beginn der Dachziegelherstellung in Lüftelberg auf die Zeit um 1600 zu datieren ist auch deshalb plausibel, weil an der Wasserburg Lüftelberg bereits für das Jahr 1552 die Existenz eines Ziegelofens erwähnt wird. Hier wurden sicherlich zunächst unter Verwendung einfacher Holzformen quaderförmige Mauerziegel gebrannt. Mit nur geringen Abänderungen an der Form ließe sich aber auch der Biberschwanz-Dachziegel herstellen, als Vorläufer der späteren mit Mulde (zur kontrollierten Ableitung des Niederschlagswassers) versehenen Modelle.

## Produktionsverfahren und Modelle
Hergestellt wurde zunächst der als „Schottelpännche“ bezeichnete, mit Hilfe einfacher Holzformen im Handstrichverfahren hergestellte Hohlziegel. Mit Beginn der mechanisierten Produktion wurde dieses Modell vom Doppelmuldenfalzziegel abgelöst, dem in den 1940er Jahren der Rheinlandziegel folgte. Hergestellt wurden die beiden letztgenannten Modelle in den Farben rotbraun (also naturbelassen), schwarz engobiert und silbergrau gedämpft. Ergänzend wurden die dazu passenden Firstziegel angeboten.
Nach vielen kleinen, heute namentlich nur noch wenig bekannten und im Handbetrieb arbeitenden Betrieben wie z. B. Faßbender, Gemein, Kentenich, Nürnberg, Reintgen, Virnich und Wild, wurde im Jahr 1830 auf einem 1,5 bis 2 ha großen Gelände an der heutigen Südstraße das mittelständische Unternehmen Bertram gegründet. Einen ersten hochoffiziellen Hinweis auf dieses Unternehmen findet sich bereits in der Topographisch-Statistischen Beschreibung der Königlich Preußischen Rheinprovinzen aus dem Jahr 1830. Laut dieser Darstellung ist Lüftelberg der einzige Ort im weiten Umkreis, der über eine Ziegelbrennerei von nennenswerter Größe verfügte. Mit bis zu 50 Mitarbeitern war dies der größte Lüftelberger Betrieb. Ab etwa 1880 konzentrierte sich die Firma Bertram auf die Herstellung von Terrakotta- und Majolika-Produkten und erlangte damit Weltruhm, wie Auszeichnungen z. B. anlässlich der Weltausstellungen in Chicago in den Jahren 1893 und 1933/34 verdeutlichen. Die Dachziegelproduktion wurde dann erst wieder vom späteren Eigentümer Johann Braun zu Beginn der 1950er Jahre aufgenommen.

## Wirtschaftliche Bedeutung
Ein entscheidender Einfluss auf die Struktur der Dachziegelproduktion ging vom Anschluss Lüftelbergs an das Elektrizitätsnetz im Jahr 1880 aus, der die Umstellung der Produktion von der Handfertigung auf die maschinelle Fertigung beschleunigte. Viele der kleinen familiengeführten Betriebe konnten sich die Anschaffung der notwendigen Maschinen allerdings nicht leisten. Einige führten mit meist schlecht bezahlten Familienangehörigen die Produktion dennoch vorübergehend fort, viele Betriebe stellten kurzfristig die Produktion ganz ein, manche wichen dem Wettbewerb durch Umstellung der Produktion auf andere aus Ton herzustellende Erzeugnisse wie Gartenzwerge, Blumentöpfe oder andere Keramikerzeugnisse aus. Zwischen 1880 und Ende der 1940er Jahre ging die Anzahl der tonverarbeitenden Betriebe in Lüftelberg – nicht nur kriegsbedingt – von ca. 30 auf sechs bis acht zurück, ohne dass dies allerdings zu einer Verringerung der Gesamtproduktion geführt hätte. Im Gegenteil: Im Zeitraum 1880/90 war es der allgemeine Industrialisierungsprozess, in den Jahren nach den beiden Weltkriegen war es der notwendige Wiederaufbau der zerstörten Wohn- und Gewerbebauten, der die Nachfrage nach Dachziegeln spürbar steigen ließ. In der heutigen Südstraße reihten sich zeitweise Betriebe wie Klais, Bertram (später Johann Braun), Dick und Henseler aneinander. In unmittelbarer Nähe befanden sich zudem die Betriebe Bitten, Geschw. Braun und Hötgen.

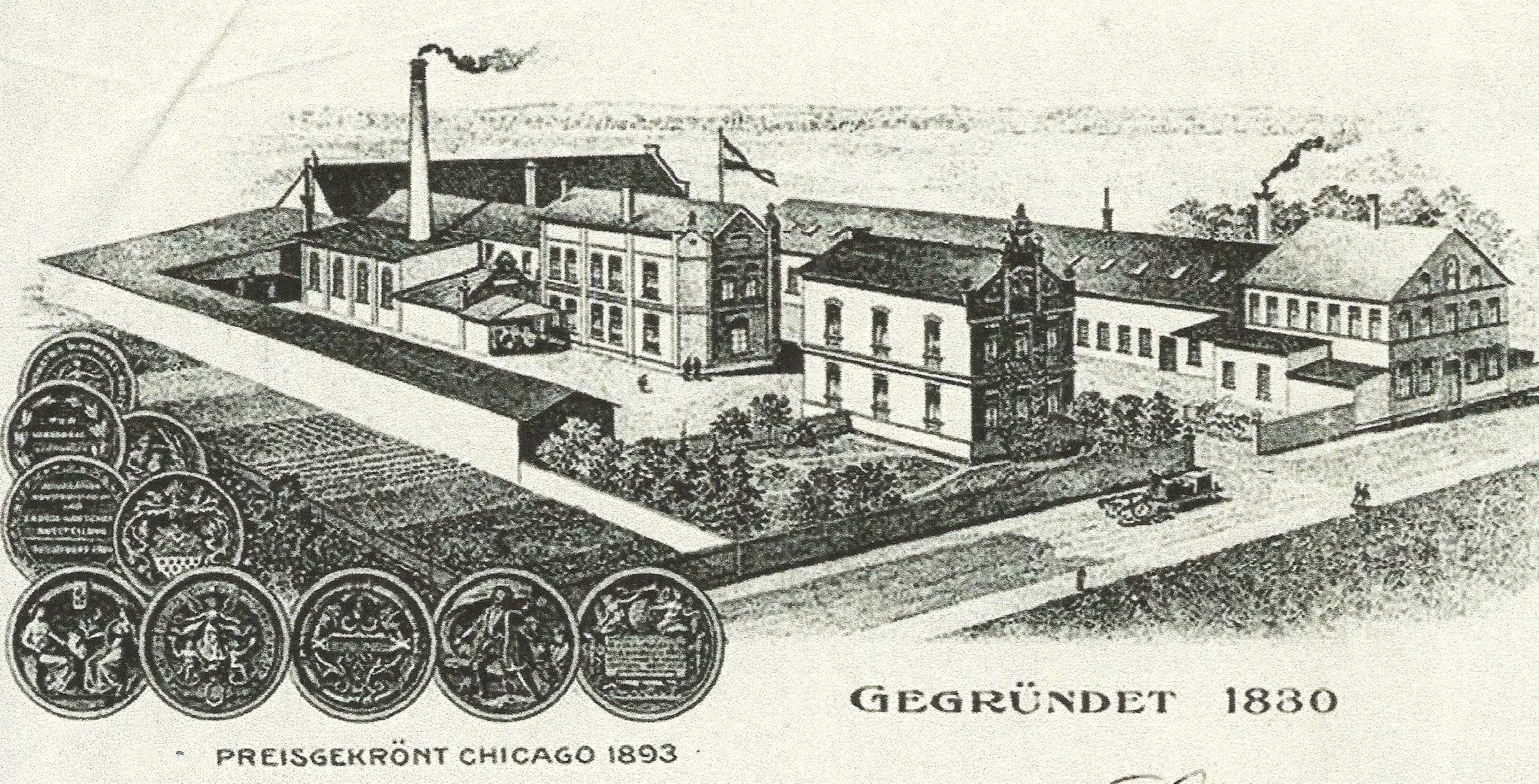
Produktionsstätte der Firma Bertram in Lüftelberg um 1860, Graphik des Briefbogens

Verbreitung fanden die Lüftelberger Dachziegel insbesondere im südlichen Teil Nordrhein-Westfalens und im nördlichen Rheinland-Pfalz, hier vor allem im Raum Ahr/Eifel. Lüftelberg entwickelte sich in der zweiten Hälfte des 19. Jahrhunderts zum Zentrum der Dachziegelherstellung. Die in der Tageszeitung geschalteten Verkaufsanzeigen und Stellenausschreibungen lassen erkennen, dass der Bekanntheitsgrad der Lüftelberger Dachziegel weit über den Produktionsort hinausging. In wirtschaftlicher und sozialer Hinsicht – vor allem unter dem Aspekt des Arbeitsplatzangebotes – hatte das Dachziegelgewerbe die Bedeutung der Landwirtschaft übertroffen. Der Anteil der in Lüftelberg in der Landwirtschaft Beschäftigten lag um 1880 bei nur noch 10 bis 12 %, während die vergleichbaren Werte der Nachbargemeinden bei 20 bis 22 % lagen. Die Zahl der im Dachziegelgewerbe in Lüftelberg Beschäftigten lag meist über 100 – angesichts von nur 400 Einwohnern um das Jahr 1900 eine beachtliche Größenordnung.

## Strukturelle Veränderungen und Niedergang

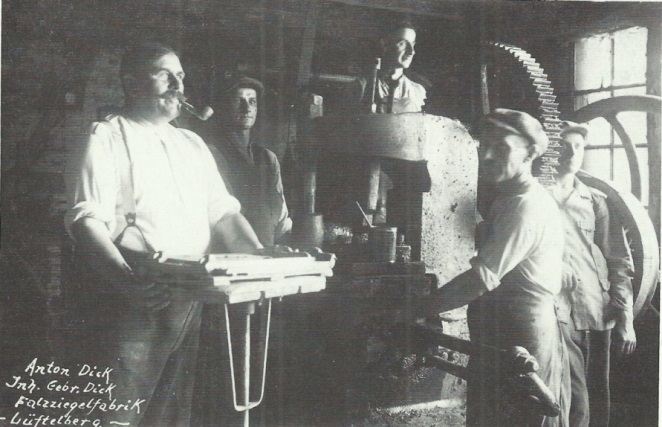
Dachziegelproduktion mit der Schlittenpresse in der Falzziegelfabrik Anton Dick in Lüftelberg, um 1930

Der ab etwa 1950 deutlich steigende Wettbewerbsdruck, vor allem durch niederrheinische Dachziegelhersteller, zum einen und das Angebot gut bezahlter, sauberer Arbeitsplätze in der Verwaltung der im Aufbau befindlichen damaligen Bundeshauptstadt Bonn zum anderen führten ab 1958 zur Einstellung der Dachziegelproduktion in Lüftelberg. Zwei Betriebe führten die Verarbeitung von Ton zu Blumentöpfen bzw. zu Drainagerohren und Kabelabdeckhauben noch bis zum Beginn der 1970er Jahre fort. Wenn man das Jahr 1600 als Beginn der Dachziegelproduktion in Lüftelberg nimmt, dann endete damit eine dreieinhalb Jahrhunderte dauernde Ära, von der heute neben den Fragmenten einiger ehemaliger Produktionsstätten noch eine größere Zahl mit Berjer Panne eingedeckter Häuser zeugen.

## Literatur

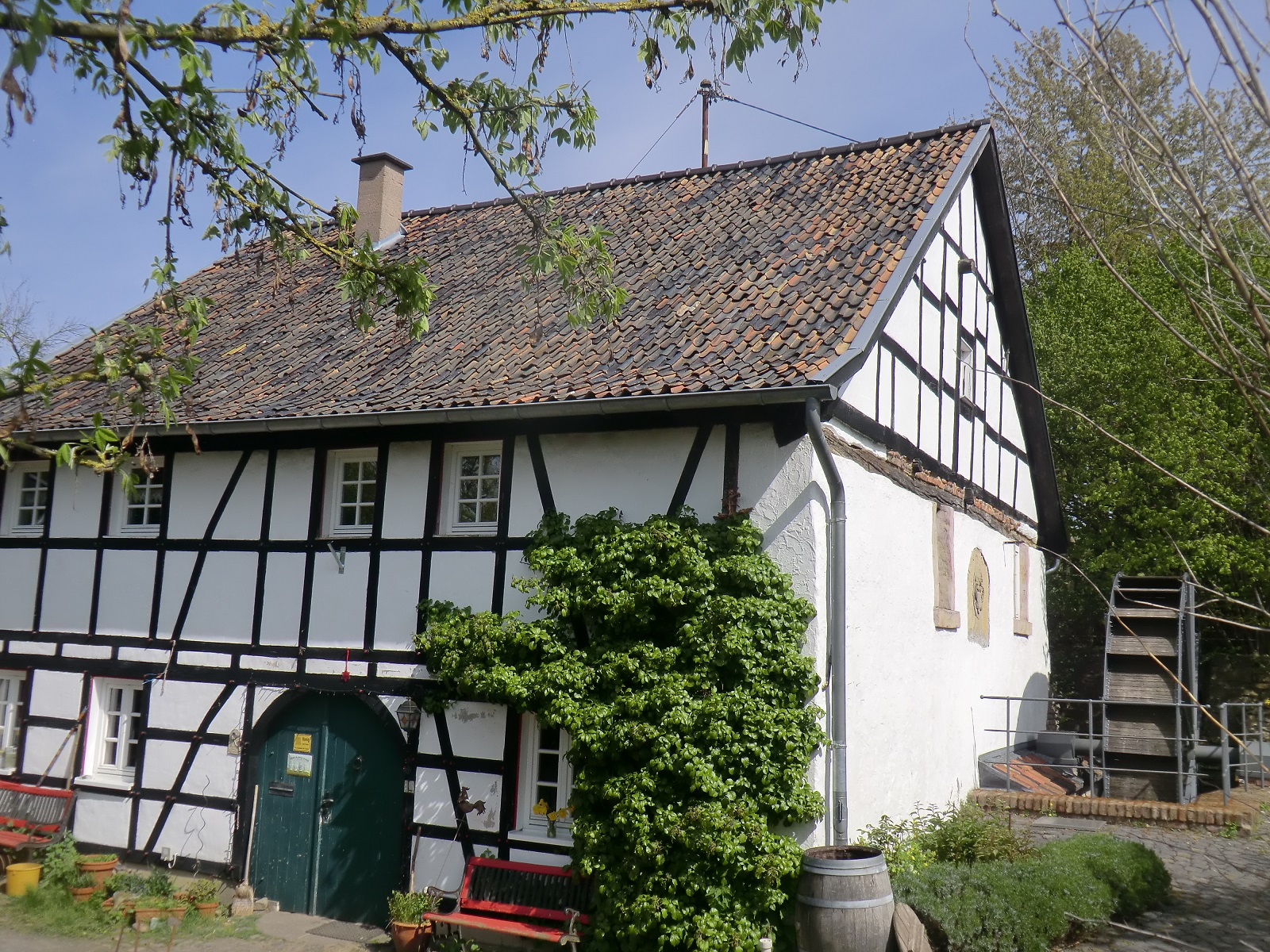
Mit „Schottelpännchen“ eingedeckte Mühle in Lüftelberg, erstmals erwähnt im Jahr 1664.